# Rodolfo Martinez
Rodolfo Martinez  est un boxeur mexicain né le 24 août 1948 à Mexico.

## Carrière
Passé professionnel en 1965, il devient champion d'Amérique du Nord NABF des poids coqs en 1972 puis s'incline lors d'un championnat du monde WBC de la catégorie face à Rafael Herrera le 14 avril 1973. Martinez prend sa revanche le 7 décembre 1974 et conserve son titre contre Nestor Jimenez, Hisami Numata et Venice Borkhorsor avant d'être à son tour battu par Carlos Zarate le 8 mai 1976. Herrera sera l'année suivante champion d'Amérique du Nord NABF des poids super-coqs aux dépens de Mike Ayala puis mettra un terme à sa carrière en 1979 sur un bilan de 44 victoires, 7 défaites et 1 match nul.